# Claude Mérelle
Pour les articles homonymes, voir Mérelle.
Claude Mérelle née Lise Henriette Marie Laurent à Colombes dans la Seine le 17 avril 1888 et morte à Nice le 16 septembre 1976 est une actrice française.

## Biographie
En janvier 1914, Lise Laurent essaye de tuer son amant, le comédien Paul Guidé. A partir de 1919, elle adopte le nom de scène de Claude Mérelle.
Elle apparait au cinéma dans des rôles de femmes fatales, de jalouses et de méchantes.
En 1923, elle épouse l'acteur Albert Decoeur (1879-1942).

## Filmographie
sous le nom de Lise Laurent
- Le Mystère des bois (anonyme)
- 1912 : Les Noces siciliennes de Louis Feuillade
- 1914 : La Bouquetière des Catalans de Gaston Ravel
- 1914 : La Petite Réfugiée de Gaston Ravel
- 1914 : Les Fiancées de 1914 de Louis Feuillade (court métrage)
- 1914 : L'Union sacrée de Louis Feuillade : la femme de l'industriel
- 1914 : Le Roman de Midinette de Louis Feuillade (court métrage)
- 1915 : Pêcheur d'Islande de Henri Pouctal
- 1915 : L'Angoisse au foyer de Louis Feuillade (court métrage)
- 1915 : Celui qui reste de Louis Feuillade (court métrage) : Madame d'Arbelle
- 1915 : Le Collier de perles de Louis Feuillade (court métrage)
- 1915 : Le Colonel Bontemps de Louis Feuillade (court métrage) : Madame de Lestranges
- 1915 : Deux Françaises de Louis Feuillade (court métrage) : la tragédienne
- 1915 : L'Escapade de Filoche de Louis Feuillade (court métrage) : la veuve joyeuse
- 1915 : Le Fer à cheval de Louis Feuillade (court métrage)
- 1915 : Fifi tambour de Louis Feuillade (court métrage)
- 1915 : L'Autre devoir de Léonce Perret
- 1916 : Le Rêve d'Yvonne de Georges Denola
- 1916 : Chantecoq, l'espionne de Guillaume d'Henri Pouctal
- 1916 : Debout les morts ! de Léonce Perret, André Heuzé et Henri Pouctal
- 1916 : La Confrontation (anonyme)
- 1916 : Le Mirage du cœur de Roger Tréville
- 1916 : Paris pendant la guerre d'Henri Diamant-Berger
- 1916 : Fille d'Ève de Gaston Ravel (court métrage)

Sous le nom de Claude Mérelle
- 1918 : La Femme de Claude de[M. Maurice
- 1919 : La Croisade de René Le Somptier : Betty Isvalow
- 1919 : Au travail d'Henri Pouctal (film projeté en 7 chapitres) : Fernande Delaveau
- 1920 : Les Mystères du ciel de Gérard Bourgeois : Cléopâtre
- 1921 : Les Aventures de Robinson Crusoé de Gaston Leprieur et Mario Garguelo : Magda
- 1921 : Le Roi de Camargue d'André Hugon : la Zingara
- 1921 : Les Trois Mousquetaires d'Henri Diamant-Berger (en 12 épisodes) : Milady de Winter
- 1922 : La Bouquetière des innocents de Jacques Robert : Léonora Caligaï / Margot, la bouquetière
- 1922 : Le Diamant noir d'André Hugon (diffusé en deux époques) : Fraülen
- 1922 : Notre Dame d'amour d'André Hugon : Roselyne
- 1922 : Stella Lucente de Raoul d'Auchy
- 1923 : L'Espionne d'Henri Desfontaines : la comtesse Zicka
- 1923 : Le Petit Chose d'André Hugon : Irma Borel
- 1923 : Les Premières Armes de Rocambole de Charles Maudru : Baccara
- 1924 : Les Amours de Rocambole de Charles Maudru : Baccara
- 1924 : Jocaste de Gaston Ravel : Jocaste
- 1924 : Le Vert Galant de René Leprince (diffusé en 8 époques) : la duchesse de Montpensier
- 1925 : Mylord l'Arsouille de René Leprince (diffusé en 8 époques) : Lady Seymour
- 1926 : Le Capitaine Rascasse d'Henri Desfontaines : Madelon, la "reine du whisky"
- 1926 : Le Juif errant de Luitz-Morat (diffusé en un prologue et 5 époques) : la baronne de Saint-Dizier
- 1926 : Jean Chouan de Luitz-Morat (diffusé en 8 époques) : Maryse Fleurus
- 1928 : Rapa Nui de Mario Bonnard : Coreto